# Edicions de la Ela Geminada
Edicions de la Ela Geminada és una editorial independent catalana amb seu a la ciutat de Girona que es va fundar l'any 2011. El filòsof i escriptor Oriol Ponsatí-Murlà en va ser el fundador i des de 2018 és dirigida per l'editora Laia Regincós i Escura.
El catàleg d'Edicions de la Ela Geminada consta de cinc col·leccions: «Trivium», dedicada a la ficció; «Quadrivium», dedicada a l'assaig filosòfic; «Biblioteca Prudenci Bertrana», edició de la seva obra narrativa completa; «Idil·lis» (sobre sexe i gènere eròtic) i «La ela geminadeta» (infantil).